# 全国税労働組合
全国税労働組合（ぜんこくぜいろうどうくみあい、略称：全国税）は、日本の国税庁および国税局、税務署、国税不服審判所、税務大学校などに勤務する国家公務員で組織される労働組合である。

## 概要
国税組織で働く職員で組織される主要な労働組合の一つ。
組合員の労働条件の維持・向上を目指すとともに、「国民本位の民主的な税務行政の確立」と「公平・公正な税制の実現」を活動の柱に掲げている。
左派系組合とされ、結成以来、当局である国税庁と対立的な関係が続いた歴史を持つ。
1962年には労使協調路線の国税労働組合総連合（国税労組）が組織され、国税組織内には複数の労働組合が並存している。

## 主な活動

### 税制・税務行政に関する要求
国民の権利擁護を重視する観点から、「納税者の権利憲章」の制定を長年にわたり要求している。
税制改正については、上部団体と連携し、消費税減税やインボイス制度の中止、富裕層・大企業への応能負担原則の徹底などを求めている。

### 労働条件・職場環境の改善
国税庁に対し、定期交渉などを通じて、組合員の労働条件改善を要求している。特に、行政のDX化と連動した定員削減に反対し、業務量に見合った大幅な増員を要求している。

### 平和・民主主義擁護の活動
「税金は、軍事費ではなく、くらし・福祉・教育に使うべき」との立場から、政府の防衛費増額路線に反対し、平和憲法の理念を守る活動に市民団体などと共同して参加している。

## 歴史
- 1946年: 2月に東京財務局職員組合が結成されたのを皮切りに、各地で組合が誕生。当時、国税業務は財務局の管轄であった。
- 同年5月：全国組織として全国財務職員組合連合会（全財）が結成される。
- 1949年: 国税庁の発足に伴い、組織の名称を全国税労働組合（全国税）に改称する。
- 1950年: レッドパージにより、組合の中央・地方役員を中心に約1,100名が追放処分を受ける。これは単一の官庁組合としては極めて大きな規模であった法政大学大原社会問題研究所『日本労働年鑑 第24集』時事通信社、1951年、350-352頁。。
- 1962年: 労使協調路線の国税労働組合総連合（国税労組）が組織される。
- 1989年: 労働戦線再編の過程で、日本労働組合総連合会（連合）には加盟せず、新たに結成された全国労働組合総連合（全労連）に加盟し、現在に至る。
- 2000年：12月に政府の税制調査会に対し、2001年度税制改正に関する申し入れ書を提出。応能負担原則に基づく総合・累進課税の強化や消費税の逆進性是正などを要求するとともに、キャリア官僚によるポスト独占や天下りを「特権」として問題視し、その禁止や資産公開を強く求めた。

## 国税庁との関係と闘争の歴史

#### 人事における「差別是正」をめぐる闘争
全国税は長年にわたり、「組合員であることを理由に、昇進・昇格や配置転換で不利益な扱いを受けている」として、人事上の差別の是正を要求し続けてきた。これは組合の最重要課題の一つに位置づけられている。
特に1980年代末以降、組合員の思想や組合活動歴などを国税庁が内部で記録・管理し、人事評価に利用しているとされる「秘密ファイル」の存在を追及。
国税庁への情報公開請求や、人事院への「行政措置要求」、さらには司法の場での法廷闘争などを用いて問題を追及してきた。
国税庁側は、組合活動を理由とした不利益な取り扱いや、そうした目的のファイルの存在を一貫して否定している。
この問題は、全国税と国税庁との間の根深い不信感を象徴するテーマであり、現在も組合が当局を監視する上での原点となっている。

#### 一貫した「特権」への批判
全国税は、その活動の根底に、一部の官僚や政治家が持つとされる「特権」に対する厳しい批判的視点を持ち続けている。
これは「税の公平性」を追求する組合の思想的支柱でもある。
具体的には、以下の点を長年にわたり繰り返し問題視し、制度改正を要求している。
- キャリア制度の問題: 国家公務員採用総合職試験（旧I種）の合格者であるいわゆる「キャリア官僚」が、省庁の幹部ポストを占有する人事慣行を「特権」であると批判。能力と実績に基づく公正な人事評価制度の実現を求めている。
- 天下りの問題: 幹部公務員が退職後に、許認可などで関係の深かった企業や団体に再就職する「天下り」は、行政を歪める温床であると批判。国家公務員法で「再就職等規制」が強化された現在も、制度の抜け道がないか監視を続けている。
- 資産公開の要求: 富裕層や大企業だけでなく、国民から負託を受けた政治家や高級官僚こそ、その資産を国民に公開し、納税者として襟を正すべきであると主張。厳格な資産公開制度と、身分にかかわらない公平な税務調査の実施を求めている。

## 組織

### 組織構成
中央本部を頂点に、全国12の国税局・沖縄国税事務所に対応して地方本部・連合会（支部）を、税務署段階には分会を設置している。

### 上部団体・共闘組織
- 日本国家公務員労働組合連合会（国公労連）
- 全国労働組合総連合（全労連）
- 大蔵省国家公務員労働組合共闘会議（大蔵国公） - 全国税関労働組合（全税関）とともに組織。